# Callichroma minima
Callichroma minima là một loài bọ cánh cứng trong họ Cerambycidae.